# Arata Kodama
Arata Kodama (født 8. oktober 1982) er en tidligere japansk fodboldspiller.
Han har spillet for flere forskellige klubber i sin karriere, herunder Gamba Osaka og Shimizu S-Pulse.